# 인천백석초등학교
인천백석초등학교는 대한민국 인천광역시 서구에 있는 공립 초등학교이다.

## 학교 연혁
- 1967년 12월 13일: 인천서곶국민학교 백석분교장 개교
- 1971년 3월 1일: 인천백석국민학교 승격
- 1996년 3월 1일: 인천백석초등학교로 개칭
- 2008년 9월 1일: 제19대 고민석 교장 취임
- 2011년 3월 1일: 제20대 김영진 교장 취임
- 2015년 3월 1일: 8학급 편성 운영, 제21대 이수원 교장 취임
- 2015년 9월 1일: 현 위치 이전(20학급 편성 운영)

## 참고 자료
- 인천백석초등학교 - 한국교육학술정보원 학교알리미